# Challenger de Santos 2015
El torneo Campeonato Internacional de Tênis de Santos 2015 es un torneo profesional de tenis. Pertenece al ATP Challenger Series 2015. Se disputará su 5.ª edición sobre superficie Tierra batida, en Santos, Brasil entre el 20 de abril y el 26 de abril de 2015.

## Jugadores participantes del cuadro de individuales
| Favorito | País                      | Jugador          | Rank1 | Posición en el torneo |
| -------- | ------------------------- | ---------------- | ----- | --------------------- |
| 1        | Bandera de Argentina      | Máximo González  | 94    | Segunda ronda         |
| 2        | Bandera de Eslovenia      | Blaž Rola        | 103   | CAMPEÓN               |
| 3        | Bandera de Brasil         | Andre Ghem       | 151   | Cuartos de final      |
| 4        | Bandera de Argentina      | Guido Pella      | 156   | Semifinales           |
| 5        | Bandera de Estados Unidos | Chase Buchanan   | 158   | Primera ronda         |
| 6        | Bandera de Brasil         | Guilherme Clezar | 182   | Primera ronda, retiro |
| 7        | Bandera de Chile          | Nicolás Jarry    | 196   | Primera ronda         |
| 8        | Bandera de Argentina      | Guido Andreozzi  | 201   | Primera ronda         |

- 1 Se ha tomado en cuenta el ranking del 13 de abril de 2015.

### Otros participantes
Los siguientes jugadores recibieron una invitación (wild card), por lo tanto ingresan directamente al cuadro principal (WC):
- Rogerio Dutra Silva
- Orlando Luz
- Thiago Monteiro
- Marcelo Zormann

Los siguientes jugadores ingresan al cuadro principal tras disputar el cuadro clasificatorio (Q):
- Jose Pereira
- Pedro Sakamoto
- Ricardo Hocevar
- Agustín Velotti

## Campeones

### Individual Masculino
- Blaž Rola derrotó en la final a  Germain Gigounon, 6-3, 3-6, 6-3

### Dobles Masculino
- Máximo González  /  Roberto Maytin derrotaron en la final a  Andrés Molteni  /  Guido Pella, 6-4, 7-6(7-4)